# Theodor Schloepke

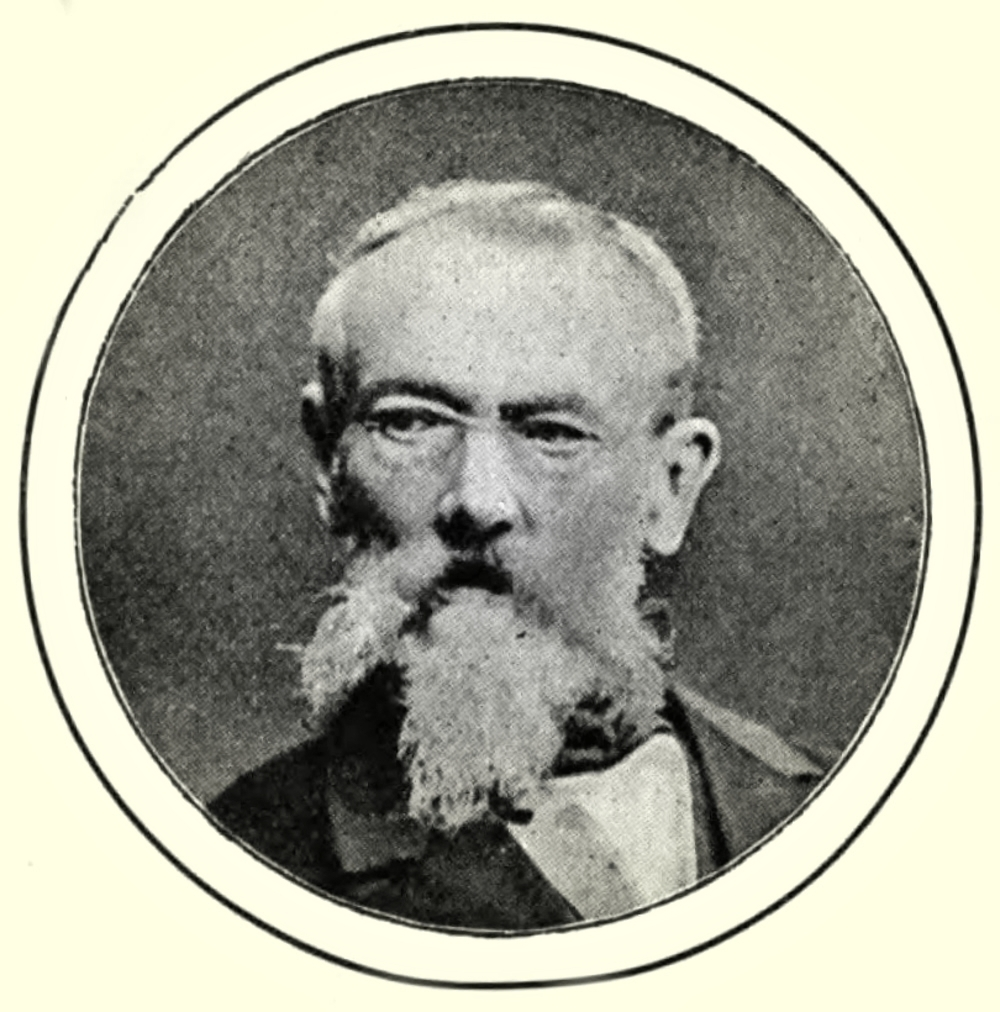
Theodor Schloepke um 1875

Friedrich Theodor Julius Schloepke (* 6. März 1812 in Schwerin; † 13. Januar 1878 ebenda) war ein deutscher Maler und Illustrator.

## Leben und Familie

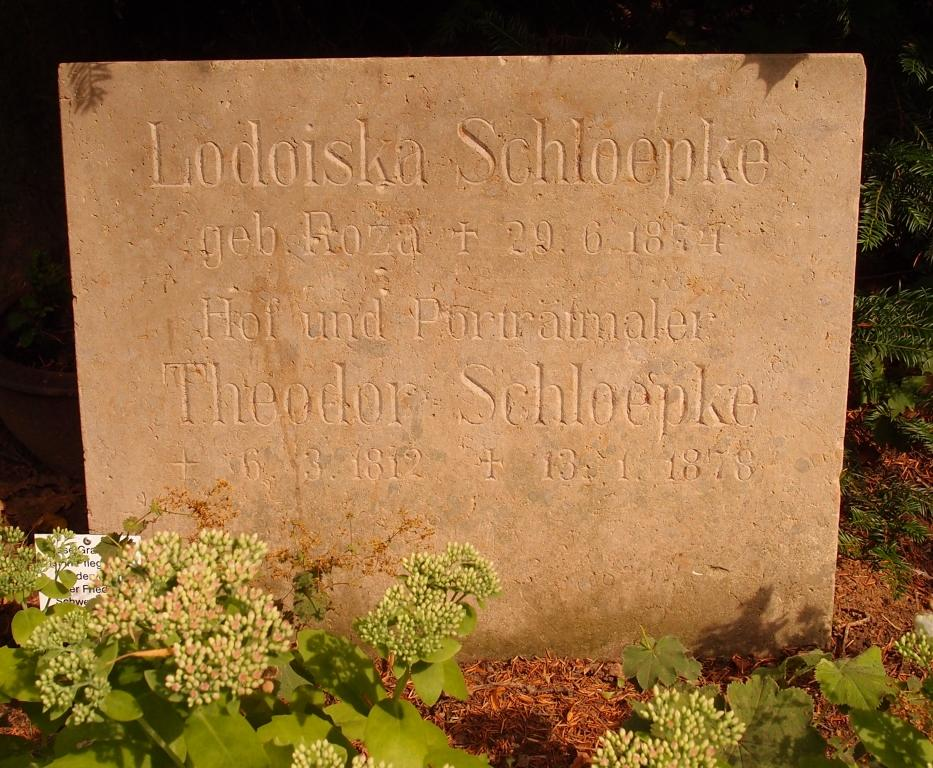
Grab auf dem Alten Friedhof in Schwerin

Theodor Schloepke wurde als Sohn des Schweriner Schlosskirchenorganisten Johann Carl Hermann Schloepke (1775–1823) und dessen Frau Anna Agnete Christiane, geb. Schumacher (1782–1819), geboren. Er verwaiste früh und wuchs daher bei seinem Onkel auf, dem Schweriner Leihbibliothekar Schloepke.
Am 17. Mai 1841 heiratete Schloepke die aus Berlin stammende Josephine Feliciane Eliza Lodoiska, geb. Roza (1814–1874). Aus der Ehe gingen drei Kinder hervor, die 1842 geborene Tochter Alexandrine Ernestine Pauline Ludovica Wilhelmine, der 1845 geborene Sohn Friedrich Franz Richard und der 1847 geborene jüngste Sohn, der jedoch noch im selben Jahr verstarb.
Der seit dem Tod seiner Frau schwer erkrankte Schloepke verstarb im Alter von 65 Jahren und wurde auf dem Alten Friedhof in Schwerin beigesetzt.
Sohn Friedrich Franz Richard (1845–1896) trat Ende der 1860er Jahre in die Marine des Norddeutschen Bundes ein. Er diente später in der kaiserlichen Marine als Erster Offizier auf der Stosch und wurde im Rang eines Korvettenkapitäns Hafenkapitän in Wilhelmshaven.

## Wirken
Theodor Schloepke war ein vielseitiger Kunstmaler. Er malte Historienbilder, Bildnisse, Kriegsszenen, humoristische Darstellungen, Landschaften und Pferdebilder.
Schloepke begann nach der Konformation zunächst eine Lehre als Buchbinder. Nur wenig später widmete sich der talentierte junge Mann jedoch der Malerei und begann eine Lehre als Dekorationsmaler bei Michaelsen in Schwerin. Seinen ersten professionellen Zeichen- und Malunterricht erhielt er 1830 an der von Georg Adolph Demmler geleiteten und von einer Freimaurerloge begründeten Sonntagsschule zur Fortbildung für Gewerbelehrlinge, an der auch Gaston Lenthe unterrichtete. Nachdem er seine Lehre als Dekorationsmaler beendet hatte, zog es ihn nach Ludwigslust, wo er zunächst kleine Bildnisse auf Elfenbein und Pferdebilder malte. Von 1836 bis 1840 ging er zum weiteren Studium nach Potsdam und Berlin in die Ateliers von Wilhelm Ternite und Franz Krüger, der ihn stark beeinflusste. Danach kehrte er nach Schwerin zurück und wurde dort Mitglied im Verein der Künstler und Kunstfreunde zu Schwerin. Es folgten die Studienaufenthalte 1846–1848 und 1855–1857 in Paris und Versailles, wo er als Schüler von Horace Vernet seine künstlerischen Fähigkeiten verfeinerte.
Neben seinen zahlreichen Porträtbildern, darunter ein sehr bekanntes Porträt von Fritz Reuter, ist insbesondere sein Monumentalgemälde Niklots Tod im Schweriner Schloss weithin bekannt. Schloepke malte sein Hauptwerk im Auftrag von Großherzog Friedrich Franz II. und weilte zu seiner Ausführung zwei Jahre lang in Paris, wo ihm sein Freund Horace Vernet beratend zur Seite stand.
Das monumentale Historienbild wurde nach seiner Fertigstellung auf zahlreichen Ausstellungen gezeigt. Den Höhepunkt hierbei bildete die Ausstellung auf der 1862 stattfindenden Weltausstellung in London.
Im Winter 1874/75 begab sich Schloepke, der von seiner Tochter Alexandrine begleitet wurde, der Gesundheit wegen nach Italien. Dort entstanden in Rom und Pompeji noch mehrere Landschafts- und Architekturaquarelle.

„Wenden wir uns nun den beiden Porträts zu, welche der Hof-Porträtmaler Theodor Schlöpcke im Auftrage des Großherzogs gemalt hat! Sie haben die Bestimmung, der Galerie-Abtheilung berühmter Mecklenburger eingereiht zu werden. Das eine derselben ist das Bildniß des Dichters, Kunstfreundes und Kunstkenners Freiherrn Adolph Friedrich von Schack in München, das andere ein Selbstporträt Schlöpcke’s. Beide sind Brustbilder in Lebensgröße. In diesen Leistungen ist Höheres erreicht, als bloße Aehnlichkeit. Hier ist das innere Leben in den Zügen zur Erscheinung gebracht. Die plastische Ausarbeitung der Gesichtszüge, namentlich bei dem v. Schack’schen Porträt, ist von seltener Vollendung. Die technische Ausführung zeigt jene Wärme des Tons, die sehr anziehend wirkt. Schlöpcke verdient den besten unter den jetzt lebenden Porträtmalern beigezählt zu merden.“

## Werkauswahl

### Gemälde

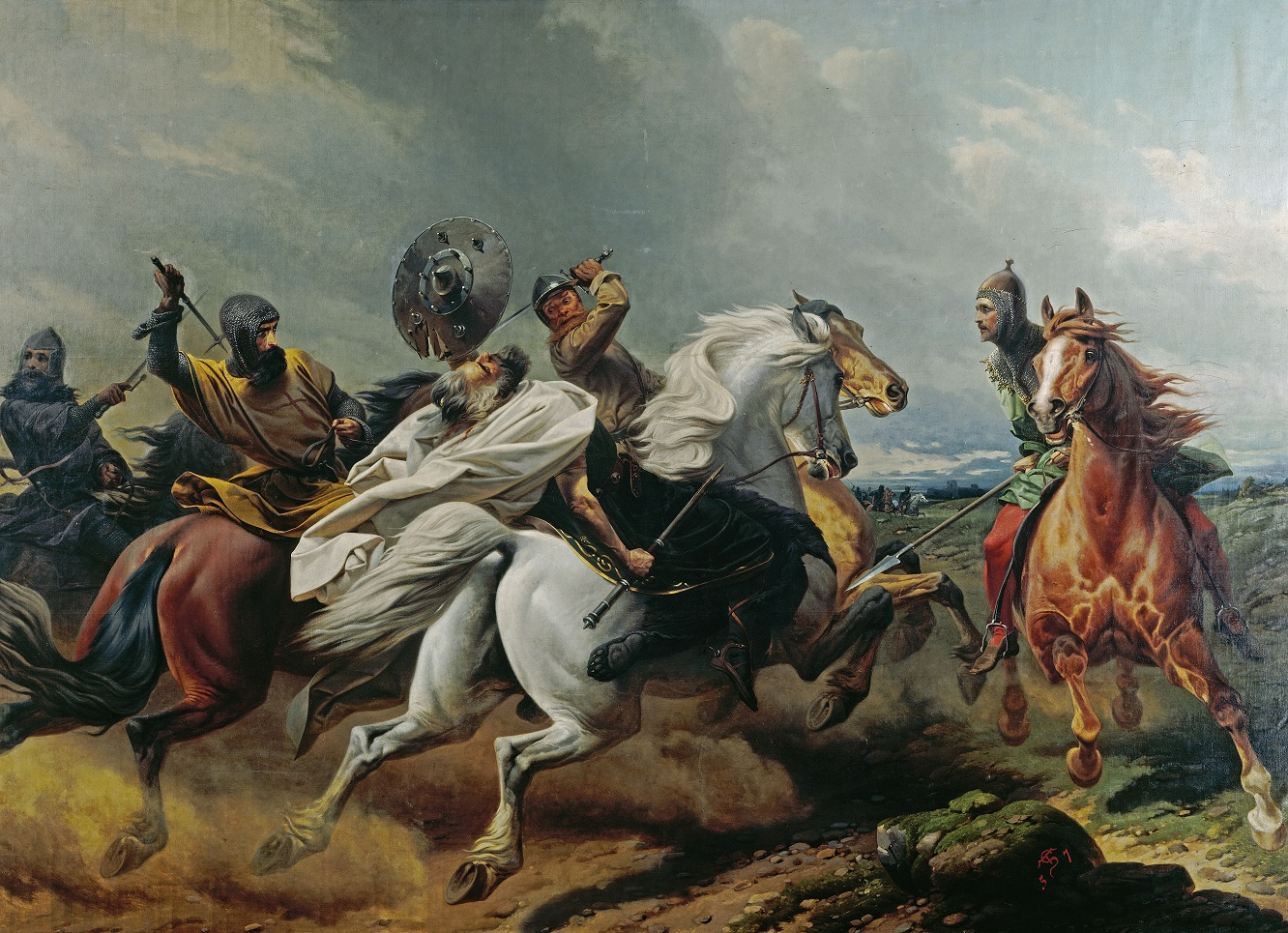
Niklots Tod (1857 vollendet)

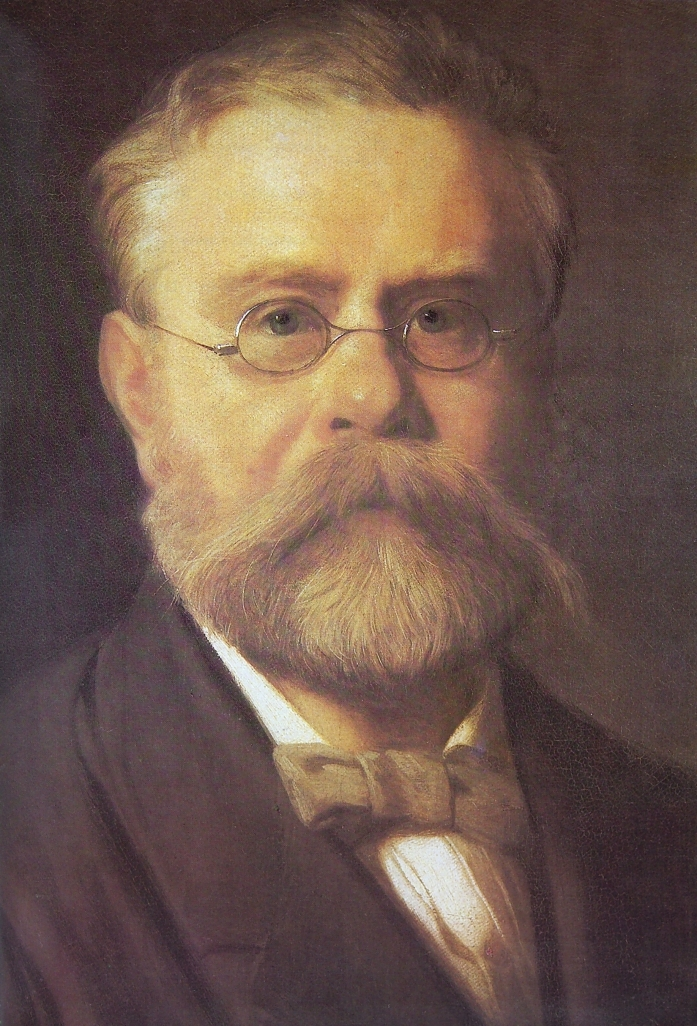
Porträt Fritz Reuter, 1866

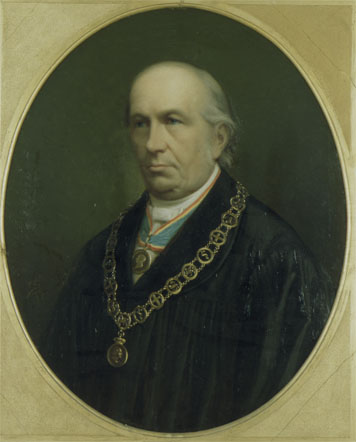
Otto Carsten Krabbe als Rektor der Universität Rostock, 1874

- Ludwigsluster Schloss, Aquarell nach einem Kupferstich von Christian Ludwig Seehas, um 1825
- Des Stalljungen Freude, 1836
- Pferdestall, Schimmelstute mit ihrem rotbraunen Füllen, 1845
- Schlossansichten, Serie von Aquarellen des alten Schweriner Schlosses vor dem Umbau, 1845
- Russisches Fuhrwerk des Großherzogs Friedrich Franz II., mit Apfelschimmel bespannte Kalesche vor dem Schweriner Schloss
- Windmühle mit Bockwindmühle und Schornstein, Zeichnung, um 1850
- Ritt der Hexen zum Blocksberg, 1853
- Niklots Tod, 1855/57, Staatliches Museum Schwerin[9][10]
- Porträts
  - Kunstmaler Theodor Hosemann, um 1839
  - Ferdinand Philippe d’Orléans und Helene d’Orléans, Paris 1847/48
  - Oberhofbaurat Willebrand, 1850
  - Großherzog Friedrich Franz II., 1852
  - Oberst Mecklenburg von Kleeburg (Reiterporträt), 1855
  - Kaiserin Eugénie, Bildnis im Auftrag von Napoleon III. für Schloss Saint-Cloud, 1855–57
  - Großherzog Paul Friedrich von Mecklenburg-Schwerin, zweiter lebensgroßer Karton für das Schweriner Schloss, Glasmalerei umgesetzt von Ernst Gillmeister
  - Großherzogin Alexandrine von Mecklenburg-Schwerin, ehemals Hohenzollernmuseum im Schloss Monbijou[11]
  - Fritz und Luise Reuter (Aquarelle), 1860 Fritz-Reuter-Literaturmuseum Stavenhagen
  - Fritz Reuter (Porzellanbild), 1860
  - Georg Christian Friedrich Lisch,  Großherzoglich Mecklenburg-Schwerinscher Archivrat, Ölgemälde, 1865
  - Fritz Reuter, 1866 Fritz-Reuter-Literaturmuseum Stavenhagen
  - Hoftheater-Intendant Gustav zu Putlitz, Schwerin 1866, Staatstheater Schwerin
  - Oberst Alfred von Rauch (Reiterporträt), Ölgemälde, 1869, Staatliches Museum Schwerin (Schweriner Schloss, Hofdornitz)
  - Otto Carsten Krabbe als Rektor der Universität Rostock, 1874
  - Adolf Friedrich von Schack, 1875 Staatliches Museum Schwerin
  - Friedrich Wilhelm Kücken, 1875
  - Lebensgroßes Selbstbildnis Theodor Schloepke, 1876

### Handzeichnungen
- Huldigungsfeier für König Friedrich Wilhelm IV. im Lustgarten in Berlin am 15. Oktober 1840, an Großherzog Paul Friedrich übersandt, 1840
- Pferdemarkt auf dem Totendamm in Schwerin, 1844 Aquarellierte Bleistiftzeichnung
- Szenen und Landschaften aus dem Schleswig-Holsteinischen Krieg, im Auftrag von Friedrich Franz II., Skizzen am Kriegsschauplatz entstanden, 1848
- Fritz Reuter (Bleistiftzeichnung), 1860
- Viktor Siemerling, Ernst Boll, Franz Boll, Adolf Ahlers (Bleistiftzeichnungen), 1860

### Illustrationen
- - 20 Illustrationen zu Fritz Reuters Läuschen un Rimels, 1859/60
  - Titelbild zur 2. Auflage von Reuters Ut de Franzosentid, 1860
  - Unkel Bräsig (Aquarell), 1870

### Unvollendete Werke
- - Treffen bei Walsmühlen in der Nacht vom 5. auf den 6. März 1719 zwischen hannoverischen und mecklenburgischen Dragonern, Monumentalgemälde
  - Kabinettsrat Eduard Prosch, 1877
  - Einzug von Großherzog Friedrich Franz II. an der Spitze des Mecklenburg Schweriner Kontingents am 14. Juni 1871 in Schwerin, Monumentalgemälde 1883 vollendet von Carl Suhrlandt, ehemals Schweriner Offiziersmesse Großer Moor 30,[12] heute Schlossmuseum[13]

## Titel und Auszeichnungen
Nachdem Schloepke den Großherzog mit seinem Tondo-Gemälde Friedrich Franz II. mit Gefolge beeindruckt hatte, erhielt er am 10. Dezember 1853 die Ernennung zum Hofmaler. Die Ernennung ging einher mit der Zuweisung eines Ateliers im noch unfertigen Schweriner Schloss. Für die daraufhin folgende Beteiligung an der Ausgestaltung des Schlosses wurde ihm im Mai 1857 die Schlossmedaille in Silber verliehen.
1862/63 schuf Schloepke das lebensgroße Bildnis der verstorbenen Marie zu Mecklenburg-Schwerin (durch Heirat Herzogin von Sachsen-Altenburg). Für sein Werk wurde ihm Ende Mai 1863 das Ritterkreuz des Herzoglich Sachsen-Ernestinischen Hausordens verliehen.

## Ausstellungen und Nachlass

### Ausstellungen
Theodor Schloepke und seinen Werken wurden in den vergangenen 100 Jahren mehrfach Ausstellungen gewidmet. Die erste große Ausstellung fand 1912 im damaligen Großherzoglichen Museum in Schwerin statt. 1958 und 1977 folgten zwei weitere Ausstellungen, im jetzt Staatlichen Museum Schwerin, von denen eine seinen Handzeichnungen gewidmet war. Die bisher letzte Ausstellung wurde vom 23. Oktober 2008 bis zum 11. Januar 2009 ausgerichtet. Sie fand erneut im Staatlichen Museum Schwerin statt und war Schloepkes Pariser Schaffenszeit gewidmet.

### Nachlass
Das Staatliches Museum Schwerin ist derzeit in Besitz von 42 Gemälden und 896 Zeichnungen des Künstlers. Eine Zeichnung der Berliner Huldigungsfeier vom 15. Oktober 1840 befindet sich im Besitz der Nationalgalerie in Berlin. Auch die Illustrationen zu Fritz Reuters Läuschen un Rimels sind erhalten. Sie gehören heute zum Bestand des Fritz-Reuter-Literaturmuseums in Stavenhagen. Einige von Schloepkes Werken gelangten zudem in norddeutschen Privatbesitz.
Auch persönliche Korrespondenz des Künstlers ist erhalten, darunter zwei Briefe an Dethloff Carl Hinstorff, datiert vom 9. September und 1. Oktober 1860, die heute im Fritz Reuter Literaturarchiv in Berlin archiviert sind.